# Danzer (Unternehmen)
Danzer (auch: Danzer Holding AG) ist ein österreichisches Unternehmen der Holzwirtschaft mit Produktionsstätten in Europa und Nordamerika. Danzer produziert und vertreibt international Furniere und Schnittholz aus Laubholz für dekorative Anwendungen. Hervorgegangen ist das Unternehmen aus den von dem deutschen Kaufmann Karl Danzer gegründeten Furnierwerken in Reutlingen (Baden-Württemberg) und der Karl Danzer KG Holzwerke in Kehl.

## Geschichte

### Gründung und Anfangsjahre
Der Kaufmann Karl Danzer (1906–1990) gründete 1932 in Paris das Unternehmen Karl Danzer Courtier en bois et placages für den Verkauf hochwertiger Maserhölzer und exotischer Holzarten im Bereich Furnierhandel. Nachdem Danzer 1936 nach Deutschland zurückgekehrt und nach den Bombenangriffen auf Hamburg nach Reutlingen übergesiedelt war, gründete er nach dem Zweiten Weltkrieg 1946 in Metzingen eine Holz- und Furnierhandlung. Ab 1947 baute Danzer nach einer Beteiligung an einer deutschen Rundholz und Furnierhandelsgesellschaft in Reutlingen sein erstes eigenes Furnierwerk auf, das 1949 in Betrieb ging. 1955 wurde ein im Bau befindliches Furnierwerks in Kehl erworben und in der Folge in der Nähe des Standortes ein Spanplattenwerk, dem später eine Paneel- und Türenfertigung angegliedert wurde, errichtet.
Im Jahr 1958 ging Karl Danzer eine Partnerschaft mit Isidore Elefant und Victor Grossmann ein. Gemeinsam erwarben sie die General Woods and Veneers mit Standorten in Kanada und USA.

### Ausweitung der internationalen Geschäftstätigkeit ab 1960
Ab den 1960ern erfolgte die Internationalisierung des Unternehmens und Umstrukturierungen, nachdem Danzer 1960 die erste Waldkonzession an der Elfenbeinküste erhielt. Nach der Gründung der Interholco AG in Baar im Jahr 1962, die die Vermarktung der afrikanischen Produkte übernahm, erwarb das Unternehmen 1964 die belgische Miguet Group, der zu diesem Zeitpunkt größte Händler von Furnieren. 1966 nahm Danzer ein holzverarbeitendes Werk in Vavoua an der Elfenbeinküste in Betrieb. Mit der Übernahme des Unternehmens Masul sowie der Übernahme des Unternehmens Mabasa Danzer weitete Danzer ab 1968 seine Tätigkeit nach Brasilien aus.
Nachdem 1970 die Partnerschaft mit Isidore Elefant und Victor Grossmann beendet wurde, erwarb Danzer 1972 die David R. Webb in Indiana, USA sowie zwei Jahre später die Interforest in Ontario, Kanada. Nach dem Ausscheiden Karl Danzers 1972 traten die Söhne Jörg und Karl Heinz Danzer als persönlich haftende Gesellschafter in das Unternehmen ein.
In den 1990er Jahren baute Danzer seine Unternehmenstätigkeit in Nordamerika weiter aus (etwa durch die Übernahme von Penn Beaver Corp., Keystone Veneers, Inc. und The Dean Company). Mit dem Bau des Sägewerks Bradford Forest im Jahre 1989 stieg Danzer in die Schnittholzproduktion in USA ein.
Nachdem der Gründer 1990 verstorben war, übernahm Hans-Joachim Danzer 2002 als Enkel des Gründers die Führung des Unternehmens.
Im September 2006 vereinbarten Danzer und der World Wide Fund For Nature (WWF) eine Kooperation für die Förderung der nachhaltigen Waldnutzung in Afrika. Diese Zusammenarbeit wurde kurze Zeit später ohne Pressemitteilung wieder beendet. Seitdem führt der WWF Danzer nicht mehr in seiner Liste Abgeschlossene Unternehmenskooperationen als ehemaliges Partner-Unternehmen auf. Im selben Jahr führte Danzer eine technische Holzoberfläche ein.
2008 übernahm Danzer die Reholz GmbH mit Sitz in Kesselsdorf. Reholz hatte zuvor ein patentiertes Verfahren entwickelt, mit dem Furniere dreidimensional verformt werden können. Mithilfe der 3D-Furniere ist es möglich, beispielsweise Formteile für die Möbelindustrie herzustellen. Das Unternehmen wurde im Mai 2013 zur Danzer Deutschland GmbH umfirmiert.

### FSC-Zertifizierung ab 2009
2009 wurde das Tochterunternehmen Industrie Forestière d’Ouesso in der Republik Kongo nach den Richtlinien des Forest Stewardship Council (FSC) zertifiziert. Nachdem sich der an Siforco gerichtete Vorwurf der Menschenrechtsverletzungen im Kongo nach einer von Greenpeace eingereichten Klage bei FSC International als begründet herausgestellt hatte, wurde Danzer mit seinen Tochterunternehmen aus dem FSC ausgeschlossen. Das Unternehmen überarbeitete in der Folge gemeinsam mit dem FSC und Swisspeace seine Konfliktstrategien, sodass Danzer im August 2014 alle Bedingungen für die Wiederaufnahme der FSC-Mitgliedschaft erfüllte. Das von der FSC vergebene Gütesiegel für nachhaltige Forstwirtschaft ist nach der Analyse von Aline Wüst (Sonntagsblick vom 26. Mai 2019) jedoch umstritten.

### Wechsel der Konzernstrategie ab 2012
Durch die abnehmende Nachfrage nach Holzfurnieren und deren Substitution durch Holzimitate ist der Furniermarkt seit 2012 international geschrumpft. Die Wirtschaftskrise beschleunigte den Abwärtstrend weiter, sodass Danzer die Furnierproduktion in Brasilien, Belgien, Deutschland und Kanada schrittweise einstellte. Die Schnittholzproduktion in USA wurde heruntergefahren. Im selben Jahr begann das Unternehmen, Starkschnitt-Decklagen für Parkett in Europa und Nordamerika herzustellen. Im Februar 2013 verkaufte Danzer ohne Angabe von Gründen die zwei kongolesischen Tochtergesellschaften Siforco und Cotraco an die Groupe Blattner Elwyn (GBE) und reduzierte seine Geschäftstätigkeit in Afrika.
Im Januar 2015 verlegte Danzer seinen Sitz von Baar in der Schweiz nach Dornbirn in Österreich, wobei das Management und der Vertrieb für Afrika weiterhin in Zug unterhalten wurde. Das operative Furniergeschäft in Europa wurde von Baar nach Salzburg in Österreich verlegt. Im selben Jahr veröffentlichte Danzer den ersten Nachhaltigkeitsbericht nach den Richtlinien der Global Reporting Initiative.
Anfang des Jahres 2017 wurde die Trennung von Danzer und der Interholco vorgenommen. Interholco war zu diesem Zeitpunkt die Muttergesellschaft der Industrie Forestière d'Ouesso in der Republik Kongo. Die Danzer Gruppe richtete sich zukünftig auf Laubholz aus gemäßigten Klimazonen aus, während Interholco im Bereich Tropenholz aktiv bleibt.
2020 verkaufte das Unternehmen seine Waldflächen in Nordamerika.

## Struktur des Unternehmens
Danzer beschäftigte 2022 1.158 Mitarbeiter. Stand 2023 produziert Danzer überwiegend in der jeweiligen Region geerntetes Holz in Europa und Nordamerika, das international verkauft wird. Die Produktionsstätten befinden sich an folgenden Standorten:
- Europa
  - Deutschland: Danzer Deutschland GmbH (3D-Furnier Produktion), Kesselsdorf[30]
  - Tschechien: Danzer Bohemia-Dýhárna s.r.o. (Furnierwerk) in Horní Počaply im Bezirk Okres Mělník[31]
- Kanada
  - Danzer Canada Inc., Durham, Ontario[32]
- Nordamerika
  - Danzer Lumber North America, Inc. in Shade Gap, Pennsylvania[33][34][35]
  - Danzer Veneer Americas, Inc. (Furnierwerke) in Edinburgh, Indiana, in Darlington und in Williamsport, Pennsylvania[36][37]

- Afrika
  - Industrie Forestière d’Ouesso (IFO) (Sägewerk) in der Republik Kongo

Im Jahr 2019 verarbeitete Danzer circa 150 verschiedene Laubholzarten, wobei der Anteil der Verkäufe zu 61 Prozent auf nordamerikanische Holzarten, zu 31 Prozent auf europäische, zu 7 Prozent auf afrikanische sowie zu 1 Prozent auf Holzarten aus anderen Regionen entfielen. Die drei meistverkauften Holzarten waren die Europäische Eiche, Amerikanische Walnuss und Amerikanische Weißeiche. Zum Mai 2022 war der Großteil des von dem Unternehmen verarbeiteten Holzes mit einer FSC- oder PEFC-Zertifizierung versehen.
Die Anteile der Danzer Holding hält die Karl Danzer Stiftung.

## Kritik durch Greenpeace
Greenpeace legte am 25. November 2004 einen Bericht vor, der Interholco (das zu diesem Zeitpunkt für Danzer im Bereich internationaler Holzhandel tätige Unternehmen) mit dem Vorwurf des Handels von Tropenhölzern aus West- und Zentralafrika, illegalem Holzschlag, Korruption, Dokumenten- und Urkundenfälschung sowie Geschäftstätigkeiten mit einem Waffenhändler konfrontierte. In der Folge wurde ein Ermittlungsverfahren der Bundesanwaltschaft wegen des Verdachts der Dokumentenfälschung und Bestechung fremder Amtsträger eingeleitet. Anfang des Jahres 2005 informierte der Tagesanzeiger darüber, dass die Ermittlungen gegen Interholco wegen Bestechung fremder Amtsträger von der Bundesanwaltschaft eingestellt wurden.
Im April 2007 veröffentlichte Greenpeace im Rahmen des Berichts Carvin Up The Congo eine Analyse, nach der der Kongo bis 2050 aufgrund der Abholzung des Regenwaldes so viel Kohlendioxid ausstoßen werde, wie Großbritannien in den vergangenen 60 Jahren. Greenpeace konfrontierte in dem Bericht Interholco erneut mit dem Vorwurf, dass das Unternehmen „auch von skrupellosen Waldvernichtern“ Holz erwerbe.
2008 erhob Greenpeace den Vorwurf der Steuerhinterziehung in Afrika. Im Rahmen von Transferpreisen würden Gewinne verschoben werden, indem Einkommen aus Afrika in Offshore-Bankkonten transferiert werden, um Steuerzahlungen zu vermeiden. Danzer verwies darauf, dass die Strafanzeigen der Bundesanwaltschaft sowie des Untersuchungsrichteramts in Zug bereits 2005 eingestellt wurden. Danzer versuche nach Informationen von Greenpeace des Weiteren, Entwicklungshilfegelder der Kreditanstalt für Wiederaufbau (KfW) für den Einschlag im Regenwald Kongos zu erhalten. 2010 stimmte Danzer der Forderung der KfW und des WWF zu, eine Prüfung durch externe Berater durchzuführen.
Im Sommer des Jahres 2013 berichtete der Tagesanzeiger über die illegale Fällung von Tropenhölzern der Sorte Wengé, die auf der Roten Liste der gefährdeten Arten steht. Verantwortlich sei eine libanesische Firma. Da das Holz von Belgien weiter nach Tschechien verschifft wurde, intervenierte Greenpeace bei der Regierung in Prag. Das Holz wurde bei Danzer Bohemia-Dýhárna s.r.o. zwischengelagert. Danzer wies den Vorwurf des illegalen Holzhandels aus Afrika zurück.